# Kang et Kodos
Vous lisez un « bon article » labellisé en 2013.
Kang et Kodos sont deux personnages fictifs non-canoniques de la série télévisée d'animation Les Simpson. Ils sont respectivement doublés par Harry Shearer et Dan Castellaneta dans la version originale. En France, Xavier Fagnon prête sa voix à Kang depuis la vingt-troisième saison en remplacement de Gérard Rinaldi, lui-même remplaçant de Michel Modo depuis la dix-neuvième saison. Kodos est quant à elle doublée par Pierre Laurent depuis la dixième saison, en remplacement de Patrick Guillemin. Ce sont deux extraterrestres frère et sœur, dont l'apparence physique évoque celle d'une pieuvre à un seul œil et de couleur verte. Ils proviennent de la planète Rigel IV et ils apparaissent plus particulièrement dans les épisodes Horror Show de la série. Le duo fait son entrée dans au moins un segment des vingt-trois Horror Shows. Ces apparitions sont soit au centre de l'intrigue de la partie de l'épisode, soit en un bref caméo. Kang et Kodos sont souvent déterminés à conquérir la Terre et sont généralement en train de travailler sur de sinistres stratégies afin d'envahir la planète et d'assujettir l'humanité.
Ils sont présentés pour la première fois dans l'épisode de la deuxième saison, Simpson Horror Show. Les premiers dessins de Kang et Kodos proviennent des scénaristes Jay Kogen et Wallace Wolodarsky. Le design final est basé sur la couverture d'un numéro d'EC Comics. Les deux Rigéliens ont quelques caméos dans des épisodes normaux et sont des ennemis dans plusieurs jeux vidéo des Simpson.

## Rôles dansLes Simpson
Kang et Kodos sont deux Rigéliens provenant de la planète Rigel IV. Ils parlent le rigélien, qui sonne par coïncidence comme l'anglais, ou le français en version française. Pratiquement identiques en apparence, l'une des rares caractéristiques distinctives se trouve dans leur voix, celle de Kang étant plus grave. Dans la plupart de leurs apparitions, ce sont des méchants. L'une des exceptions à cette règle concerne leur première intervention dans l'épisode Simpson Horror Show, où ils capturent la famille Simpson et leur font avaler une exquise cuisine. Lisa commence alors à douter de leurs intentions et accuse Kang et Kodos de vouloir manger sa famille. Les deux extraterrestres, scandalisés, nient cette accusation et ramènent les Simpson sur Terre. Kang et Kodos envahissent la Terre à plusieurs reprises, avec des résultats variables. En 1996, ils empruntent l'identité de Bill Clinton et Bob Dole et se confrontent l'un à l'autre aux élections présidentielles de 1996. Dans un premier temps, les Américains déclarent voter pour un candidat d'un tiers parti, mais finalement Kang les convainc que cette option serait un vote gâché, et est élu. Dans leur deuxième apparition, ils décident d'envahir la Terre après que les habitants ont déclaré la paix mondiale, mais ils échouent.
La religion de Kang et Kodos est le « Galacto Presbytérianisme », bien que Kodos prétende plus tard être juive. Les seuls autres Rigéliens à apparaître dans la série sont Serak le préparateur, doublé par James Earl Jones et Kamala, la fille de Kang, doublée par Tress MacNeille,.
Kang et Kodos sont apparus dans tous les épisodes Horror Show de la série et ont un rôle majeur dans les I, II, VII, IX, XVII et XVIII. En général, les autres apparitions du duo font la transition entre deux parties d'un épisode Horror Show. La plupart du temps, cette courte scène montre Kang et Kodos en train de regarder les malheurs qui arrivent aux humains depuis leur soucoupe volante en riant machiavéliquement. Les deux Rigéliens font quelques rares interventions dans des épisodes normaux comme Derrière les rires, Tout sur Homer, Aux frontières du réel (dans lequel l'un d'entre eux est dans le bureau du FBI en compagnie de Marvin le Martien, Gort de Le Jour où la Terre s'arrêta, Chewbacca des Star Wars et Alf), Pour l'amour d'Edna, Future Drama, Un puits de mensonges et Infos sans gros mot. Ils apparaissent aussi dans les gags de début des épisodes Coup de poker, Homer maire ! et Le Futur passé,,.

## Personnages

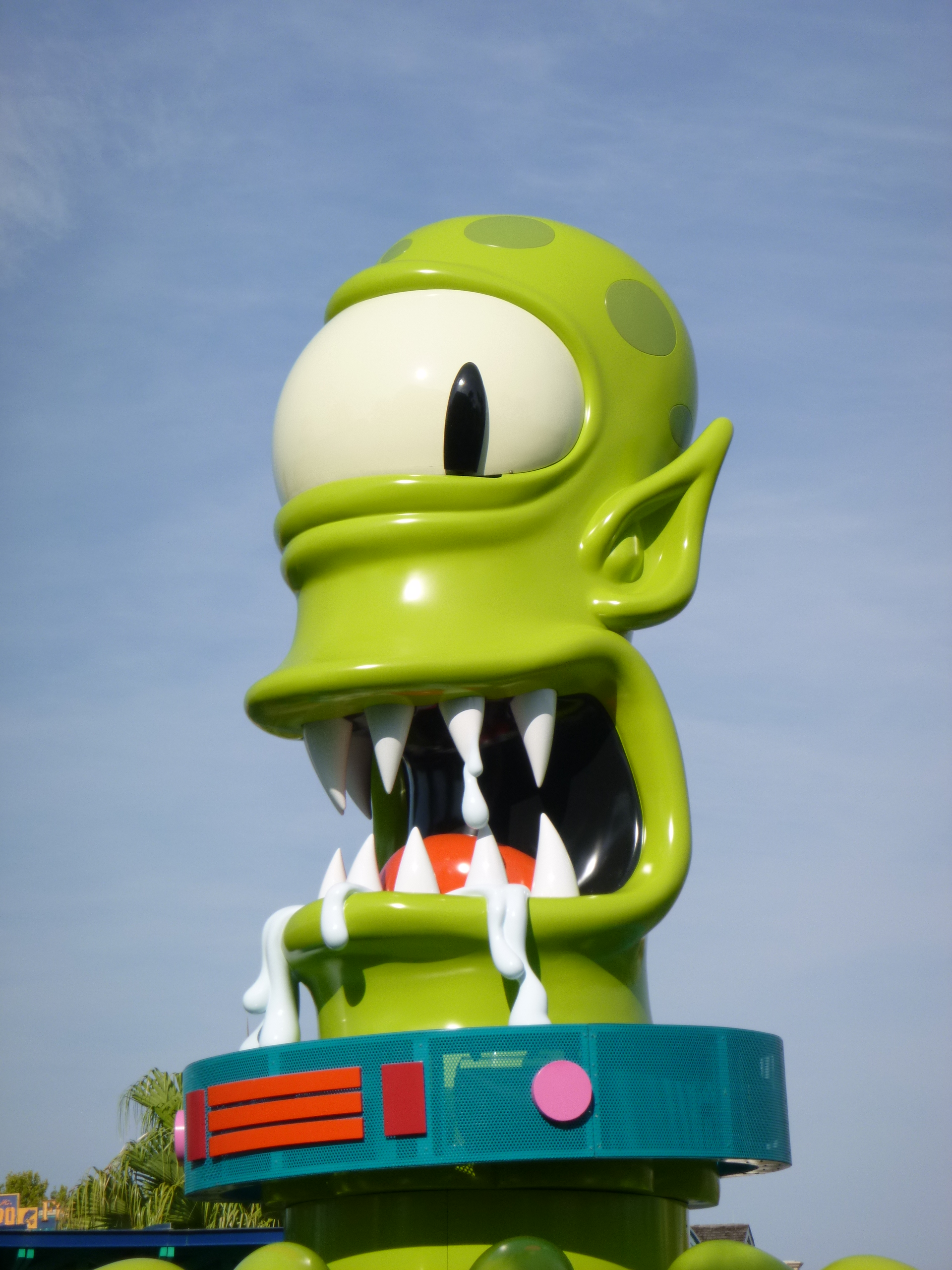
Kang & Kodos’ Twirl ‘n’ Hurl aux studios Universal en Floride

### Création
Kang et Kodos apparaissent pour la première fois dans le Simpson Horror Show de la deuxième saison. L'idée vient de Jay Kogen et Wallace Wolodarsky, scénaristes de la partie Les Damnés ont faim. Dans le script, le duo est décrit comme des « pieuvres qui portent un casque spatial » et qui laissent sur leur passage « une traînée visqueuse ». Le design final est basé sur la couverture d'un numéro d'EC Comics. Matt Groening, afin de simplifier l'animation, suggère que les deux extraterrestres ne bavent pas tout le temps comme il l'était prévu à l'origine. Cependant, la quantité de travail n'effrayant pas les animateurs, ils décident de ne pas prendre en compte cette remarque et de faire baver le duo sans arrêt. Les noms de Kang et Kodos dérivent de personnages de Star Trek. Kang est un capitaine klingon, interprété par Michael Ansara dans l'épisode La Colombe, alors que Kodos est un antagoniste humain joué par Arnold Moss dans l'épisode La Conscience du roi. Kang est doublé, en version originale, par Harry Shearer et Kodos par Dan Castellaneta. En version française, Xavier Fagnon prête sa voix à Kang depuis la vingt-troisième saison en remplacement de Gérard Rinaldi, lui-même remplaçant de Michel Modo depuis la dix-neuvième saison et Kodos est doublée par Pierre Laurent depuis la dixième saison, en remplacement de Patrick Guillemin,,.

### Développement
Le fait que Kang et Kodos doivent apparaître dans tous les épisodes d'Halloween, comme partie intégrante de l'histoire ou comme clin d'œil, est une règle officieuse fixée par les producteurs de la série. Malgré cette règle, les scénaristes avouent les oublier souvent et les ajouter à la dernière seconde, ce qui a pour conséquence la brièveté de leurs apparitions.
Ils ont failli ne pas apparaître dans le Simpson Horror Show VIII, mais David X. Cohen est arrivé à convaincre les producteurs de garder la scène. À l'origine, il est prévu que les deux Rigéliens interviennent plus régulièrement dans la série. La situation où seul Homer est capable de les voir et où tout le monde pense qu'il est fou quand il parle d'eux est une des idées concernant leur rôle. Cependant, les producteurs la trouvent « trop loin » de la réalité et décident de ne les faire apparaître que dans les Horror Shows, épisodes non-canoniques. Dans nombre de leurs apparitions, Kang et Kodos rient hystériquement pendant plusieurs secondes, sur une idée de Sam Simon. En effet, pendant la production, les épisodes d'Halloween sont souvent trop courts et leur rire est donc allongé pour combler les quelques secondes manquantes.
Le sexe de Kodos fait souvent débat parmi les fans de la série. Dans l'épisode Simpson Horror Show VII, Kang la présente en disant : « voici ma sœur Kodos ». Cette réplique, écrite par George Meyer, est parfois suivie dans les épisodes suivants où les scénaristes essayent de faire de Kang le plus dominant des deux,. Mais dans certains épisodes, précédents ou suivants, Kodos est décrite comme un mâle, comme dans le Simpson Horror Show XVIII, où l'extraterrestre parle de ses testicules. Ces différentes hypothèses amènent de nombreux fans à dire que le sexe de Kodos est « l'opposé de celui de Kang ».

### Autres apparitions
Le duo est également présent dans plusieurs jeux vidéo des Simpson. Ils font une apparition à la fin de The Simpsons: Road Rage et Kang tient le rôle de boss final du jeu The Simpsons Wrestling,. Ils sont aussi les principaux antagonistes du jeu vidéo de 2003 The Simpsons: Hit and Run. Afin de trouver de nouvelles matières pour continuer leur émission de téléréalité, Stupides Terriens, Kang et Kodos envisagent de droguer les habitants de Springfield avec un sérum de contrôle mental distribué dans leur « nouveau et meilleur Buzz Cola ». Après avoir bu ce soda, les victimes lobotomisées effectuent des cascades stupides sous le regard vigilant de caméras de surveillance en forme de guêpes, tout cela pour augmenter l'audience de l'émission. Ils apparaissent aussi dans plusieurs cinématiques de Les Simpson, le jeu avec une armée d'autres Rigéliens.
Kang et Kodos ont aussi des rôles dans des bandes dessinées des Simpson comme dans Rencontres avec deux ou trois types, Kang et Kodos font leur premier enlèvement ou La Cuisine de Kang et Kodos. Une attraction qui leur est dédiée, Kang and Kodos' Twirl 'n' Hurl, ouvre en 2013 dans le parc Universal Studios Florida. Ils font aussi un bref caméo dans le film de l'attraction The Simpsons Ride,.

## Accueil
L'épisode Simpson Horror Show VII, dans lequel Kang et Kodos tiennent un rôle important, est le septième épisode préféré de Matt Groening, sa réplique favorite étant celle de Kodos : « Le sondage rectal ne présente plus aucun intérêt pour nous ». En 2006, Eric Goldman, Dan Iverson et Brian Zoromski, du site web IGN, publient un classement des dix meilleurs segments d'épisodes d'Halloween. Parmi ceux-ci se trouvent Les damnés ont faim à la cinquième place, Citizen Kang, à la septième et Starship Crotteurs à la dixième, dans lesquels les deux extraterrestres sont au centre de l'intrigue.
James Earl Jones obtient la septième place des vingt-cinq meilleures apparitions de célébrités de toute l'histoire de la série, pour avoir prêté sa voix à Serak le préparateur dans Simpson Horror Show.

## Produits dérivés
Kang et Kodos étant des personnages non-canoniques, peu de figurines les représentant sont sorties. La série World of Springfield devait les comprendre dans sa dix-huitième série, mais celle-ci a été annulée. Les magasins Toys “R” Us présentent, en septembre 2001, une représentation de Kang et Kodos dans la situation de l'épisode Simpson Horror Show II avec leur vaisseau et Homer.
NJ Croce sort en 2008 plusieurs figurines des personnages de la série, en général en boîte de plusieurs, regroupés par thèmes, mais Kang et Kodos se trouvent dans un emballage individuel. En octobre 2005, la société Gentle Giant sort la première partie de la série « Bust-Ups » qui en contient une à l'effigie de Kang tenant Maggie.

### Épisodes
1. 1 2 3 4  Simpson Horror Show. John Swartzwelder, Jay Kogen, Wallace Wolodarsky, Sam Simon, Wes Archer, Rich Moore et David Silverman. Les Simpson, saison 2, épisode 3.
2. 1 2  Simpson Horror Show VII. Ken Keeler, Dan Greaney, David X. Cohen et Mike B. Anderson. Les Simpson, saison 8, épisode 1.
3. 1 2  Simpson Horror Show II. John Swartzwelder, George Meyer, Mike Reiss, Al Jean, Sam Simon et Jim Reardon. Les Simpson, saison 3, épisode 7.
4. 1 2  Simpson Horror Show IX. Donick Cary, Larry Doyle, David X. Cohen et Steven Dean Moore. Les Simpson, saison 10, épisode 4.
5. 1 2 3  Simpson Horror Show XVIII. Marc Wilmore et Chuck Sheetz. Les Simpson, saison 19, épisode 5.
6. ↑  Simpson Horror Show XXII. Carolyn Omine et Matthew Faughnan. Les Simpson, saison 23, épisode 3.
7. ↑  Simpson Horror Show XVII. Peter Gaffney, David Silverman et Matthew Faughnan. Les Simpson, saison 18, épisode 4.
8. ↑  Simpson Horror Show III. Al Jean, Mike Reiss, Jay Kogen, Wallace Wolodarsky, Sam Simon, Jon Vitti et Carlos Baeza. Les Simpson, saison 4, épisode 5.
9. ↑  Derrière les rires. Tim Long, George Meyer, Mike Scully, Matt Selman et Mark Kirkland. Les Simpson, saison 11, épisode 22.
10. ↑  Tout sur Homer. Deb Lacusta, Dan Castellaneta et Mark Kirkland. Les Simpson, saison 13, épisode 17.
11. ↑  Aux frontières du réel. Reid Harrison et Steven Dean Moore. Les Simpson, saison 8, épisode 10.
12. ↑  Pour l'amour d'Edna. Dennis Snee et Bob Anderson. Les Simpson, saison 14, épisode 7.
13. ↑  Future Drama. Matt Selman et Mike B. Anderson. Les Simpson, saison 16, épisode 15.
14. ↑  Un puits de mensonges. Jon Vitti et Carlos Baeza. Les Simpson, saison 3, épisode 13.
15. ↑  Infos sans gros mot. Tim Long et Matthew Nastuk. Les Simpson, saison 18, épisode 22.
16. ↑  Coup de poker. Deb Lacusta, Dan Castellaneta et Nancy Kruse. Les Simpson, saison 15, épisode 14.
17. ↑  Homer maire !. Stephanie Gillis et Nancy Kruse. Les Simpson, saison 17, épisode 6.
18. ↑  Le Futur passé. J. Stewart Burns et Rob Oliver. Les Simpson, saison 23, épisode 9.